# Negayan puno
Negayan puno is een spinnensoort in de taxonomische indeling van de buisspinnen (Anyphaenidae).
Het dier behoort tot het geslacht Negayan. De wetenschappelijke naam van de soort werd voor het eerst geldig gepubliceerd in 2005 door Lopardo.